# Costa Netto
José Carlos Costa Netto, mais conhecido como Costa Netto (São Paulo, 31 de maio de 1954), é um magistrado, produtor cultural e letrista brasileiro. Formou-se pela Faculdade de Direito da Universidade Presbiteriana Mackenzie, turma de 1976. É mestre e doutor em Direito pela Universidade de São Paulo – USP. Foi nomeado em maio de 2015, em vaga do quinto constitucional reservada à advocacia, para o cargo de desembargador do Tribunal de Justiça do Estado de São Paulo.
É autor do livro "Ecad, cadê o meu? - uma bem humorada cartilha sobre o direito autoral na música popular", ilustrado por Paulo Caruso, que ganhou o 2º Troféu HQ Mix na categoria melhor livro teórico, em 1990.
Como letrista, é autor de clássicos em parceria com Eduardo Gudin, como Verde, consagrada em 1985 na voz de Leila Pinheiro durante o Festival dos Festivais da TV Globo, e Paulista, gravada por nomes como Vânia Bastos.